# Amundsen-Küste
Koordinaten: 85° 30′ S, 162° 0′ W
Die Amundsen-Küste ist ein Küstenabschnitt in der antarktischen Ross Dependency. Sie liegt südlich des Ross-Schelfeises zwischen dem auf der Ostseite der Mündung des Liv-Gletschers aufragenden Morris Peak und der Westseite der Mündung des Scott-Gletschers. Im Osten schließt sich die Gould-Küste an, deren westlichster Teil der Scott-Gletscher ist, und im Westen die Dufek-Küste.
Das New Zealand Antarctic Place-Names Committee benannte die Küste 1961 nach dem norwegischen Polarforscher Roald Amundsen (1872–1928), der gemeinsam mit vier Begleitern am 14. Dezember 1911 nach einem mit Hundeschlitten durchgeführten Marsch über das Ross-Schelfeis, den Axel-Heiberg-Gletscher und das zentrale Polarplateau als Erster den geographischen Südpol erreichte.